# چاسنی (شهاب سنگ)
چاسینی (انگلیسی: Chassigny) یک شهاب‌سنگ مریخی است که در ۳ اکتبر ۱۸۱۵، تقریباً در ساعت ۸ صبح، در چاسینی، شمال شرقی فرانسه سقوط کرد. چاسینی شهاب‌سنگی است که نام چاسینایت‌ها برگرفته از نام این شهاب‌سنگ است و ایجاد "C" در نام گروه اس‌ان‌سی (SNC) از شهاب‌سنگ‌ها را سبب شده‌است. چاسینی یک سنگ انباشته (سنگ کومولیتی) الیوین (دونیت) است. تقریباً به‌طور کامل از الیوین با اینترکومولوس پیروکسن، فلدسپات و اکسیدها تشکیل شده‌است. تا زمانی که NWA2737 در صحرای مراکش در شمال غربی آفریقا یافت شد، چاسینی تنها چاسینییت شناخته‌شده بود.
چاسینی از اهمیت ویژه‌ای برخوردار است زیرا برخلاف بیشتر SNCها، ترکیب گاز نجیب در ساختار آن با جو مریخ کنونی متفاوت است. این تفاوت‌ها احتمالاً به دلیل ماهیت تجمعی (مشتق از گوشته) آن است.